# Championnat de Hongrie de football 2019-2020
Navigation
OTP Bank Liga 2018-2019 OTP Bank Liga 2020-2021
La saison 2019-2020 du Championnat de Hongrie de football (en hongrois OTP Bank Liga) est la 121e édition du championnat de première division de Hongrie (NB I). Cette compétition regroupe douze équipes, qui s'affronteront lors de 33 journées. En fin de saison, les deux derniers du classement sont relégués et remplacés par les deux meilleurs clubs de deuxième division.
Le 16 mars 2020, la Fédération hongroise de football annonce la suspension du championnat en raison de la pandémie de Covid-19. Le championnat reprend finalement le 23 mai 2020.

## Compétition

### Classement
Le barème utilisé pour établir le classement est le suivant : 
- Victoire : 3 points
- Nul : 1 point
- Défaite : 0 point

En cas d'égalité de points, les critères suivants sont appliqués :
- Nombre de matchs remportés ;
- Différence de buts générale ;
- Nombre de buts marqués  ;
- Points obtenus entre équipes à égalité ;
- Différence de buts particulière ;
- Nombre de buts marqués à l'extérieur entre équipes à égalité ;
- Classement du fair-play ;
- Tirage au sort.

| Rang | Équipe                 | Pts | J  | G  | N  | P  | Bp | Bc | Diff |
| ---- | ---------------------- | --- | -- | -- | -- | -- | -- | -- | ---- |
| 1    | Ferencvárosi TC T      | 76  | 33 | 23 | 7  | 3  | 58 | 24 | +34  |
| 2    | Fehérvár FC            | 63  | 33 | 18 | 9  | 6  | 56 | 29 | +27  |
| 3    | Puskás Akadémia        | 54  | 33 | 14 | 12 | 7  | 52 | 41 | +11  |
| 4    | Mezőkövesd-Zsóry SE    | 50  | 33 | 14 | 8  | 11 | 42 | 31 | +11  |
| 5    | Budapest Honvéd C      | 44  | 33 | 12 | 8  | 13 | 36 | 44 | -8   |
| 6    | Újpest FC              | 43  | 33 | 12 | 7  | 14 | 45 | 45 | 0    |
| 7    | Zalaegerszeg TE FC P   | 43  | 33 | 11 | 10 | 12 | 51 | 44 | +7   |
| 8    | Kisvárda FC            | 42  | 33 | 12 | 6  | 15 | 42 | 43 | -1   |
| 9    | Diósgyőri VTK          | 41  | 33 | 12 | 5  | 16 | 40 | 52 | -12  |
| 10   | Paksi SE               | 41  | 33 | 11 | 8  | 14 | 46 | 53 | -7   |
| 11   | Debrecen VSC           | 39  | 33 | 11 | 6  | 16 | 48 | 57 | -9   |
| 12   | Kaposvári Rákóczi FC P | 14  | 33 | 4  | 2  | 27 | 27 | 80 | -53  |

|  | Qualification pour le premier tour de qualification de la Ligue des champions de l'UEFA 2020-2021 |
|  | Qualification pour le premier tour de qualification de la Ligue Europa 2020-2021                  |
|  | Relégation en deuxième division                                                                   |
|  | T : Tenant du titre C : Vainqueur de la Coupe de Hongrie 2019-2020 P : Promu de NBII              |

### Meilleurs buteurs
| Rang | Buteur           | Club               | Buts |
| ---- | ---------------- | ------------------ | ---- |
| 1    | András Radó      | Zalaegerszeg TE FC | 13   |
| 2    | Norbert Könyves  | Paksi SE           | 11   |
| -    | Davide Lanzafame | Budapest Honved    | 11   |
| -    | David Vaněček    | Puskás Akadémia FC | 11   |

## Bilan de la saison
| Championnat de Hongrie de football 2019-2020                        |                             |
| Champion                                                            | Ferencvárosi TC (31e titre) |
| Coupes et trophées                                                  |                             |
| Vainqueur de la Coupe de Hongrie 2019-2020                          | Budapest Honvéd             |
| Qualifications continentales                                        |                             |
| Ligue des champions de l'UEFA 2020-2021                             | Ferencvárosi TC             |
| Ligue Europa 2020-2021                                              | Budapest Honvéd             |
| Ligue Europa 2020-2021                                              | Fehérvár FC                 |
| Ligue Europa 2020-2021                                              | Puskás Akadémia             |
| Promotions et relégations                                           |                             |
| Promus en Championnat de Hongrie de football                        | MTK Budapest                |
| Promus en Championnat de Hongrie de football                        | Budafoki MTE                |
| Relégués en Championnat de Hongrie de football de deuxième division | Debrecen VSC                |
| Relégués en Championnat de Hongrie de football de deuxième division | Kaposvári Rákóczi FC        |